# Sailing
«Sailing» es una canción del dúo británico The Sutherland Brothers Band, escrita y grabada por los hermanos Sutherland, en junio de 1972 para su álbum Lifeboat. Sin embargo en 1975 se hizo más conocida por la versión hecha por el cantante Rod Stewart.
Publicada como sencillo, la canción alcanzó el número 54 en julio de 1972, y las ventas del sencillo fueron de 40.000 unidades. Los Sutherland, un dúo formado por Gavin e Iain Sutherland habían grabado "Sailing" en una sesión de junio de 1972, después de completar las pistas destinadas a su próximo álbum Lifeboat. Ese álbum fue publicado en Estados Unidos en noviembre de 1972. "Sailing" haría su debut en el Reino Unido en el álbum recopilatorio de 1976 de los Sutherland Brothers titulado Sailing.

## Versión de Rod Stewart
Rod Stewart versionó la canción en su álbum Atlantic Crossing, lanzado en agosto de 1975, del cual fue el primer sencillo. Se convirtió en un gran éxito, encabezando las listas de éxitos en varios países.
Para promocionarlo se grabó un video musical en el Puerto de Nueva York en el mismo año, y que como dato fue uno de los primeros videos emitidos por MTV, puesto al aire el 1 de agosto de 1981.

## Posicionamiento en listas
En septiembre de 1975 alcanzó la primera posición en la lista británica UK Singles Chart, logrando el primer puesto también en Irlanda, Noruega, Países Bajos y Bélgica. En Estados Unidos solo obtuvo el puesto 58 en los Billboard Hot 100.
En 1976, se utilizó como tema principal para una serie documental de televisión emitida el 5 de agosto en BBC One, titulada Sailor, que narra la vida a bordo del portaaviones HMS Ark Royal, lo que permitió que volviera a aparecer en los UK Singles Chart en la posición 3. 
Fue certificado con disco de oro por vender más de 400.000 copias. Hasta el año 2012 el sencillo había vendido más de un millón de copias en el Reino Unido.
| Lista (1975–1976)                     | Máxima posición |
| ------------------------------------- | --------------- |
| Alemania (Offizielle Deutsche Charts) | 4               |
| Australia (Kent Music Report)         | 2               |
| Bélgica (Flandes) (Ultratop 50)       | 2               |
| Bélgica (VRT Top 30 Flanders)         | 1               |
| Canadá (RPM 100 Singles)              | 58              |
| Estados Unidos Billboard Hot 100      | 58              |
| Francia (SNEP)                        | 47              |
| Irlanda (IRMA)                        | 1               |
| Nueva Zelanda (Recorded Music NZ)     | 3               |
| Noruega (VG-lista)                    | 1               |
| Países Bajos (Dutch Top 40)           | 1               |
| Países Bajos (Mega Single Top 100)    | 1               |
| Reino Unido (Official Charts Company) | 1               |
| Sudáfrica (Springbok Radio)           | 2               |
| Suecia (Sverigetopplistan)            | 13              |
| Suiza (Schweizer Hitparade)           | 2               |
| Zimbabue (ZIMA)                       | 1               |

## Otras versiones
- El músico Robin Trower la grabó para su disco Long Misty Days de 1976, con la voz de su bajista James Dewar.[26]
- La Orquesta Sinfónica de Londres realizaron una versión orquestal para su disco Classic Rock de 1977.
- En 1987 se volvió a lanzar como sencillo con fines benéficos, para ayudar a los familiares de los 193 pasajeros que murieron en el desastre del transbordador MS Herald of Free Enterprise, cerca del puerto belga de Zeebrugge.[27]
- En 1990 se utilizó como canción de protesta contra la repatriación de los "refugiados del mar vietnamitas" a Hong Kong, cuya interpretación la realizaron varios artistas liderados por Steve Hackett.[28]
- Fue interpretada en vivo por Guns N' Roses el 29 de julio de 2006 en Wembley Arena, Londres, Inglaterra para su gira Chinese Democracy Tour 2006.
- El cantante argentino Vicentico  grabó en 2006 un cover en español de la canción llamado "Navegando" durante las grabaciones de su disco Los Pájaros que fue incluido en su recopilatorio Hits 2002-2008.
- El 1 de julio de 2007 Stewart la interpretó en el Concierto por Diana, dedicado a Diana de Gales fallecida diez años antes.[29]
- Además la melodía ha sido utilizada para el himno futbolero «No one likes us, we don't care».[30]